# Trou noir
Ne doit pas être confondu avec trou blanc, trou de ver ou matière noire.
Pour les articles homonymes, voir Trou noir (homonymie).

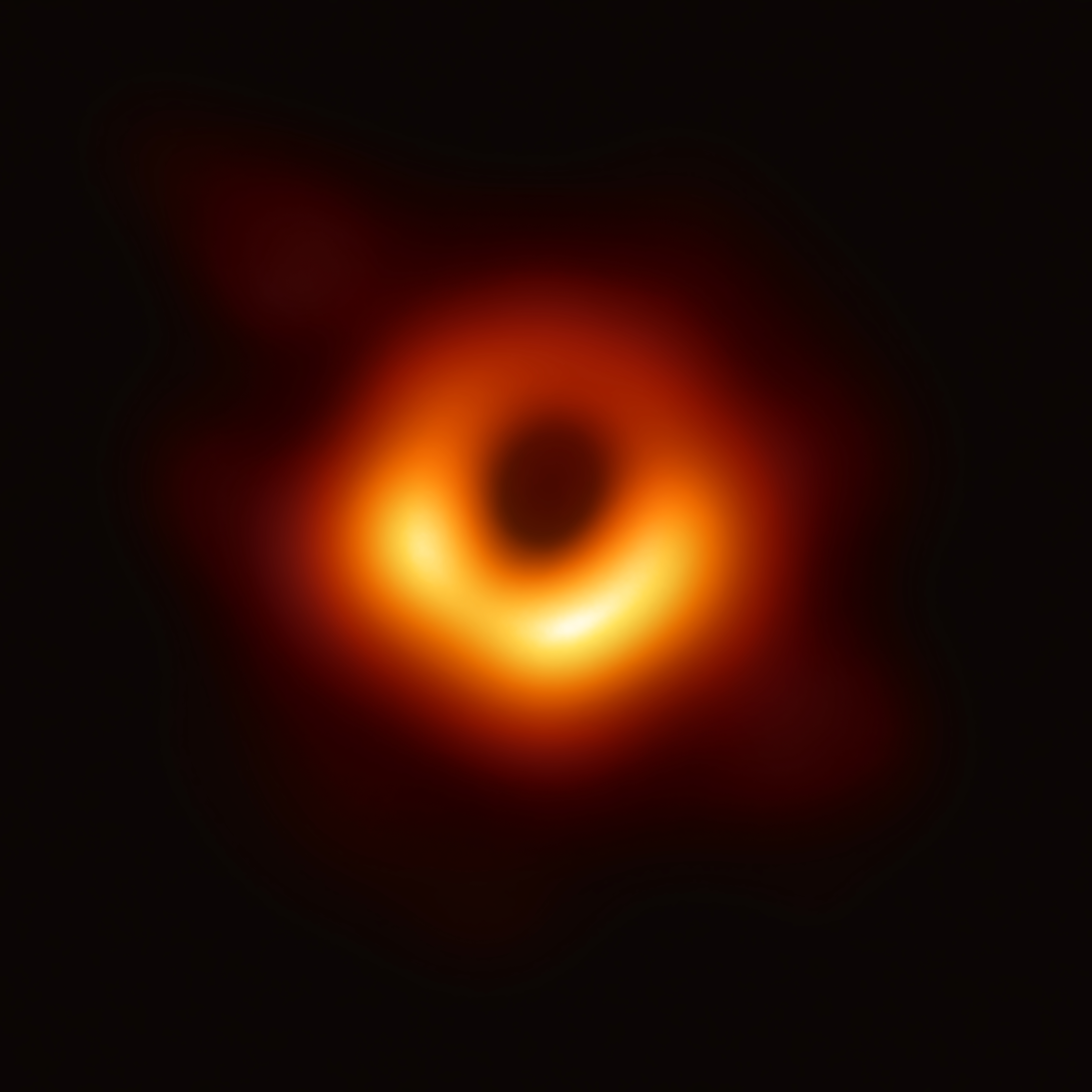
Image composite du disque d'accrétion du trou noir M87* obtenue dans une fréquence de 345 GHz, la plus détaillée aujourd'hui.

En astrophysique, un trou noir est un objet céleste si compact que l'intensité de son champ gravitationnel empêche toute forme de matière ou de rayonnement de s'en échapper.
De tels objets ne peuvent ni émettre, ni diffuser la lumière et sont donc noirs, ce qui en astronomie revient à dire qu'ils sont optiquement invisibles. Toutefois, plusieurs techniques d’observation indirecte dans différentes longueurs d'onde ont été mises au point et permettent d’étudier de nombreux phénomènes qu’ils induisent. En particulier, la matière happée par un trou noir est chauffée à des températures très élevées dans le disque d'accrétion et émet une quantité importante de rayons X, avant d’être « absorbée ».
Envisagée dès le XVIIIe siècle, dans le cadre de la mécanique classique, leur existence — prédite par la relativité générale — est une certitude pour la quasi-totalité des astrophysiciens et des physiciens théoriciens. Un trou noir n'étant détectable que par les effets de son champ gravitationnel, une observation quasi directe de trous noirs a pu être établie en février 2016 par le biais de la première observation directe des ondes gravitationnelles, GW150914. Le 10 avril 2019, les premières images d'un trou noir sont publiées, celle de M87*, trou noir supermassif situé au cœur de la galaxie M87. Elles sont suivies, le 12 mai 2022, d'images provenant de Sagittarius A*, au centre de la Voie lactée. Ces différentes observations apportent ainsi une confirmation supplémentaire de leur existence.
Dans le cadre et, donc, les limites de la relativité générale, un trou noir est une singularité gravitationnelle entourée d'une zone d'espace dont rien ne peut s'échapper, limitée par une surface appelée horizon. La physique quantique, appliquée aux couples de particules virtuelles apparaissant à proximité de l'horizon, prédit que les trous noirs s'« évaporent » lentement, par émission d'un rayonnement de corps noir appelé rayonnement de Hawking.

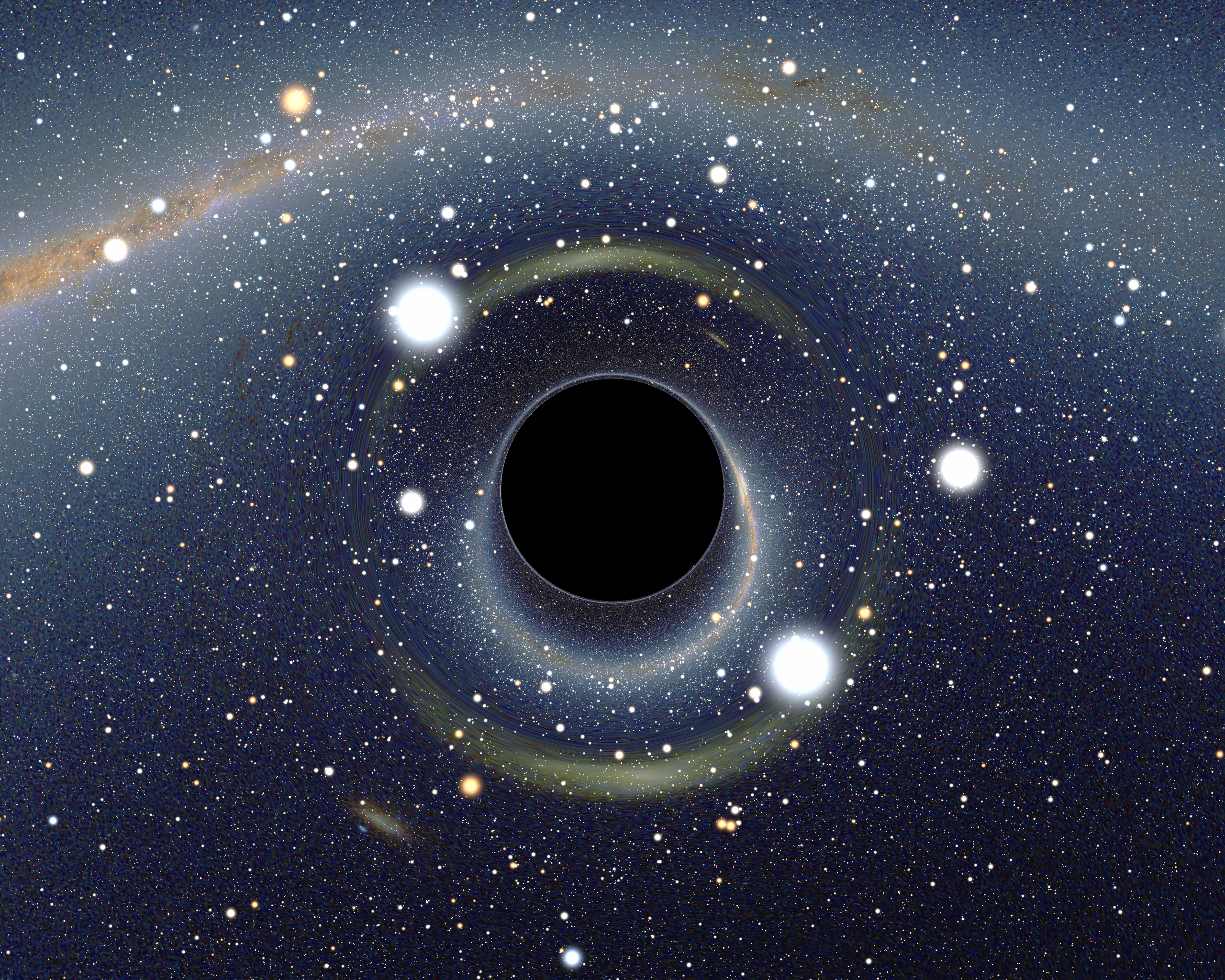
Image simulée d’un trou noir stellaire qu'un observateur situé à une dizaine de kilomètres (neuf fois le rayon du trou noir) verrait et dont l’image se dessine en direction du Grand Nuage de Magellan.

## Présentation et terminologie

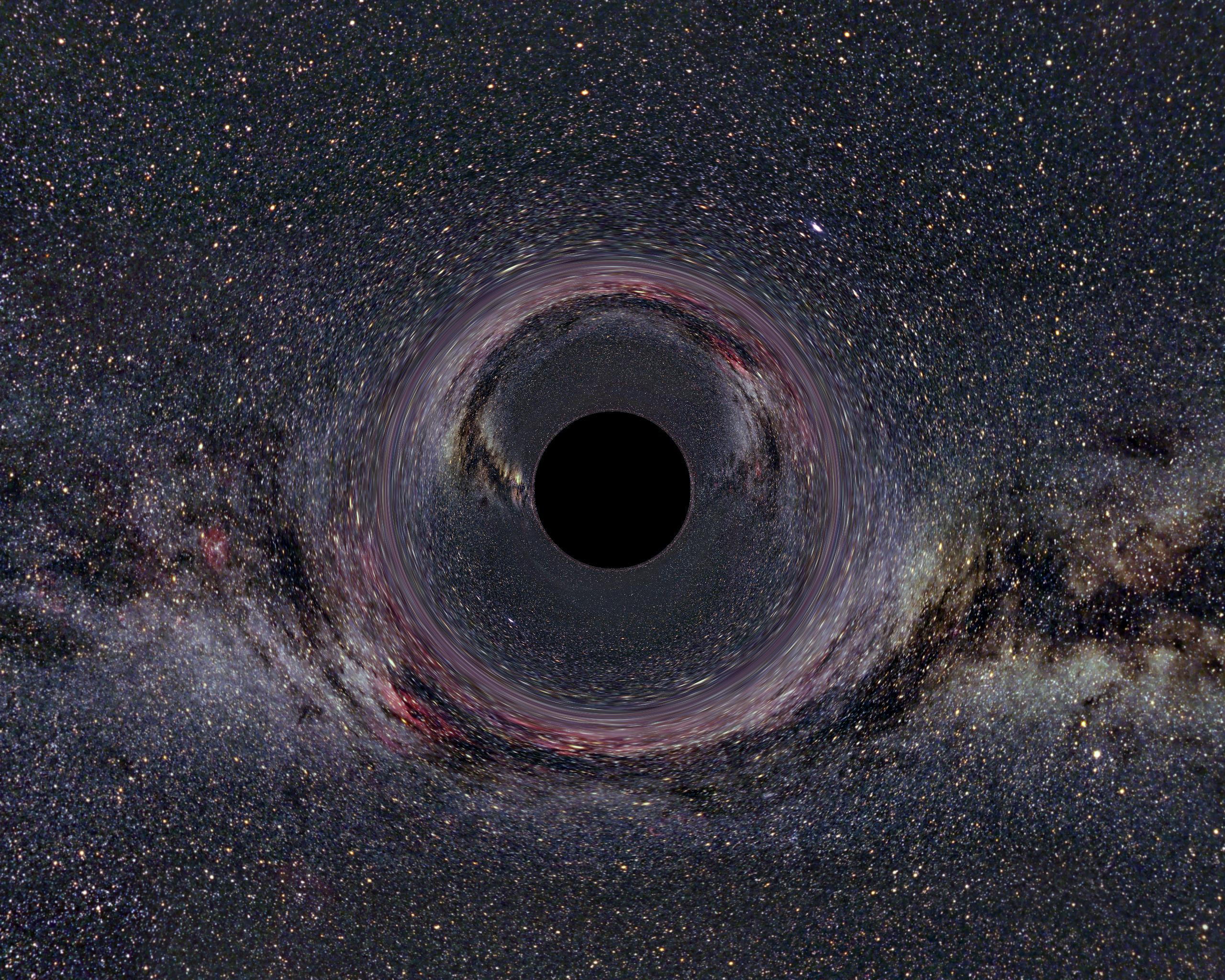
Un trou noir (simulation) de dix masses solaires depuis un point de vue situé à une distance de 600 km. En arrière plan la Voie Lactée

Un trou noir est un objet astrophysique dont la relativité générale dit qu'il est provoqué par une masse suffisamment concentrée pour qu'elle ne cesse de s'effondrer sur elle-même du fait de sa propre gravitation, arrivant même à se concentrer en un point appelé singularité gravitationnelle. Les effets de la concentration de cette masse permettent de définir une sphère, appelée l'horizon des événements du trou noir, dont aucun rayonnement et a fortiori aucune matière ne peut s’échapper,. En effet, sa masse est telle que même la lumière et ses photons ne peut échapper à son attraction gravitationnelle et parvenir à notre rétine (ou tout appareil d'observation). La vitesse de libération d'un trou noir n'étant pas atteignable par la lumière dont la vitesse est une constante physique indépassable, on convient qu'il est impossible d'échapper à l'attraction gravitationnelle d'un trou noir. Cette sphère est centrée sur la singularité et son rayon ne dépend que de la masse centrale ; elle représente en quelque sorte l’extension spatiale du trou noir. À proximité de cette sphère, les effets gravitationnels sont observables et extrêmes.
Le rayon d'un trou noir est proportionnel à sa masse : environ 3 km par masse solaire pour un trou noir de Schwarzschild. À une distance interstellaire (en millions de kilomètres), un trou noir n’exerce pas plus d’attraction que n’importe quel autre corps de même masse ; il ne s’agit donc pas d’un « aspirateur » irrésistible. Par exemple, si le Soleil se trouvait remplacé par un trou noir de même masse, les orbites des corps tournant autour (planètes et autres) resteraient pour l'essentiel inchangées (seuls les passages à proximité de l'horizon induiraient un changement notable). Il existe plusieurs sortes de trous noirs. Lorsqu’ils se forment à la suite de l’effondrement gravitationnel d’une étoile massive, on parle de trou noir stellaire, dont la masse équivaut à quelques masses solaires. Ceux qui se trouvent au centre des galaxies possèdent une masse bien plus importante pouvant atteindre plusieurs milliards de fois celle du Soleil ; on parle alors de trou noir supermassif (ou trou noir galactique). Entre ces deux échelles de masse, il existerait des trous noirs intermédiaires avec une masse de quelques milliers de masses solaires. Des trous noirs de masse bien plus faible, formés au début de l’histoire de l’Univers, peu après le Big Bang, sont aussi envisagés et sont appelés trous noirs primordiaux. Leur existence n’est, à l’heure actuelle, pas confirmée.
Il est par définition impossible d’observer directement un trou noir. Il est cependant possible de déduire sa présence de son action gravitationnelle : soit par les effets sur les trajectoires des étoiles proches ; soit au sein des microquasars et des noyaux actifs de galaxies, où de la matière, située à proximité, tombant sur le trou noir va se trouver considérablement chauffée et émettre un fort rayonnement X. Les observations permettent ainsi de déceler l’existence d’objets massifs et de très petite taille. Les seuls objets correspondant à ces observations et entrant dans le cadre de la relativité générale sont les trous noirs.

### Étymologie
Le français « trou noir » est attesté dès 1973. C'est un calque de l'anglais black hole, expression attestée dès 1964. Sa plus ancienne occurrence connue se trouve dans un article de la journaliste américaine Ann E. Ewing paru dans The Sciences News Letters le 18 janvier 1964,,,. Selon Hong-Yee Chiu, un astrophysicien américain qui travaillait sur le sujet dans les années 1960, et Marcia Bartusiak, journaliste scientifique qui a recherché l'histoire du terme, le nom viendrait de la prison Trou Noir de Calcutta,. Auparavant, on utilisait les termes de « corps de Schwarzschild » ou d’« astre occlus ». Il a rencontré des réticences dans certaines communautés linguistiques, notamment francophones et russophones, qui le jugeaient quelque peu inconvenant.

## Historique
Le concept de trou noir a émergé à la fin du XVIIIe siècle dans le cadre de la gravitation universelle d’Isaac Newton. La question était de savoir s’il existait des objets dont la masse était suffisamment grande pour que leur vitesse de libération soit plus grande que la vitesse de la lumière. Cependant, ce n’est qu’au début du XXe siècle et avec l’avènement de la relativité générale d’Albert Einstein que le concept de trou noir devient plus qu’une curiosité. En effet, peu après la publication des travaux d’Einstein, une solution de l’équation d’Einstein est publiée par Karl Schwarzschild, à partir de laquelle l'existence du rayon de Schwarzschild et les caractéristiques mathématiques de l'espace intérieur suscitent beaucoup d'interrogations, et tout cela ne sera mieux compris qu'avec la découverte d'autres solutions exactes (métrique de Lemaître en 1938, métrique de Kruskal-Szekeres en 1960). Robert Oppenheimer en 1939 est un des premiers physiciens à interpréter ces résultats comme la possible existence de ce que l'on appelle aujourd'hui un trou noir (nommé plutôt collapse gravitationnel à l'époque). Les travaux fondamentaux sur les trous noirs remontent aux années 1960, précédant de peu les premières indications observationnelles solides en faveur de leur existence. La première « observation », d’un objet contenant un trou noir fut celle de la source de rayons X Cygnus X-1 par le satellite Uhuru en 1971.

## Propriétés
Un trou noir est un objet astrophysique qui se caractérise par le fait qu’il est très difficile à observer directement, et que sa région centrale ne peut être décrite de façon satisfaisante par les théories physiques en leur état du début du XXIe siècle, car elle abrite une singularité gravitationnelle. Cette dernière ne peut être décrite que dans le cadre d’une théorie de la gravité quantique, manquante à ce jour. En revanche, on sait parfaitement décrire les conditions physiques qui règnent dans son voisinage immédiat, de même que son influence sur son environnement, ce qui permet de les détecter par diverses méthodes indirectes.
Par ailleurs, les trous noirs sont étonnants en ce qu’ils sont décrits par un très petit nombre de paramètres. En effet, leur description, dans l’univers dans lequel nous vivons, ne dépend que de trois paramètres : la masse, la charge électrique et le moment cinétique. Tous les autres paramètres du trou noir (par exemple ses effets sur les corps environnants et leur étendue) sont fixés par ceux-ci. Par comparaison, la description d’une planète fait intervenir des centaines de paramètres (composition chimique, différenciation de ses éléments, convection, atmosphère, etc.). La raison pour laquelle un trou noir n’est décrit que par ces trois paramètres est connue depuis 1967 : c’est le théorème de calvitie démontré par Werner Israel. Celui-ci explique que les seules interactions fondamentales à longue portée étant la gravitation et l’électromagnétisme, les seules propriétés mesurables des trous noirs sont données par les paramètres décrivant ces interactions, à savoir la masse, le moment cinétique et la charge électrique.
Pour un trou noir, la masse et la charge électrique sont des propriétés habituelles que décrit la physique classique (c’est-à-dire non-relativiste) : le trou noir possède un champ gravitationnel proportionnel à sa masse et un champ électrique proportionnel à sa charge. L’influence du moment cinétique est en revanche spécifique à la relativité générale. Celle-ci énonce en effet qu’un corps en rotation va avoir tendance à « entraîner » l’espace-temps dans son voisinage (plus exactement, la géométrie de ce dernier décrit une convergence gravitationnelle dans le sens de rotation du corps massif). Ce phénomène, difficilement observable dans le système solaire en raison de son extrême faiblesse pour des astres non compacts, est connu sous le nom d’effet Lense-Thirring (aussi appelé frame dragging, en anglais). Il prend une amplitude considérable au voisinage d’un trou noir en rotation, au point qu’un observateur situé dans son voisinage immédiat serait inévitablement entraîné dans le sens de rotation du trou noir. La région où ceci se produit est appelée ergorégion.

### Quatre types théoriques
Un trou noir possède toujours une masse non nulle. En revanche, ses deux autres caractéristiques, à savoir le moment cinétique (hérité de celui, initial, de la matière l'ayant formé, et détectable seulement par l'effet produit sur la matière environnante) et la charge électrique, peuvent en principe prendre des valeurs nulles (c’est-à-dire égales à zéro) ou non nulles. La combinaison de ces états permet de définir quatre types de trous noirs :
- quand la charge électrique et le moment cinétique sont nuls, on parle de trou noir de Schwarzschild, du nom de Karl Schwarzschild qui, le premier, a mis en évidence ces objets comme solutions des équations de la relativité générale (les équations d’Einstein), en 1916 ;
- quand la charge électrique est non nulle et le moment cinétique nul, on parle de trou noir de Reissner-Nordström. Ces trous noirs ne présentent pas d’intérêt astrophysique notable, car aucun processus connu ne permet de fabriquer un objet compact conservant durablement une charge électrique significative ; celle-ci se dissipe normalement rapidement par absorption de charges électriques opposées prises à son environnement[15]. Un trou noir de Reissner-Nordström est donc un objet théorique très improbable dans la nature ;
- si le trou noir possède un moment cinétique, mais n’a pas de charge électrique, on parle de trou noir de Kerr, du nom du mathématicien néo-zélandais Roy Kerr qui a trouvé la formule décrivant ces objets en 1963. Contrairement aux trous noirs de Reissner-Nordström et de Schwarzschild, les trous noirs de Kerr présentent un intérêt astrophysique considérable, car les modèles de formation et d’évolution des trous noirs indiquent que ceux-ci ont tendance à absorber la matière environnante par l’intermédiaire d’un disque d’accrétion dans lequel la matière tombe en spiralant toujours dans le même sens dans le trou noir. Ainsi, la matière communique du moment cinétique au trou noir qui l’engloutit. Les trous noirs de Kerr sont donc les seuls que l’on s’attend réellement à rencontrer en astronomie. Cependant, il reste possible qu'il existe des trous noirs à moment cinétique très faible, s’apparentant en pratique à des trous noirs de Schwarzschild ;
- la version électriquement chargée du trou noir de Kerr, dotée comme lui d’une rotation, est connue sous le nom de trou noir de Kerr-Newman et ne présente comme le trou noir de Reissner-Nordström ou celui de Schwarzschild que peu d’intérêt astrophysique étant donné sa très faible probabilité.

|       | M > 0              |             |
|       | J = 0              | J ≠ 0       |
| Q = 0 | Schwarzschild      | Kerr        |
| Q ≠ 0 | Reissner-Nordström | Kerr-Newman |

D’un point de vue théorique, il peut exister d’autres types de trous noirs avec des propriétés différentes. Par exemple, il existe un analogue du trou noir de Reissner-Nordström, mais en remplaçant la charge électrique par une charge magnétique, c’est-à-dire créée par des monopôles magnétiques, dont l’existence reste extrêmement hypothétique à ce jour. On peut de même généraliser le concept de trou noir à des espaces comprenant plus de trois dimensions. Ceci permet d’exhiber des types de trous noirs ayant des propriétés parfois différentes de celles des trous noirs présentés ci-dessus.

### Le trou et le noir
L’existence des trous noirs est envisagée dès le XVIIIe siècle indépendamment par John Michell et Pierre-Simon de Laplace. Il s’agissait alors d’objets prédits comme suffisamment denses pour que leur vitesse de libération soit supérieure à la vitesse de la lumière — c’est-à-dire que même la lumière ne peut vaincre leur force gravitationnelle. Plutôt qu’une telle force (qui est un concept newtonien), il est plus juste de dire que la lumière subit en fait un décalage vers le rouge infini. Ce décalage vers le rouge est d’origine gravitationnelle : la lumière perd la totalité de son énergie en essayant de sortir du puits de potentiel d’un trou noir. Ce décalage vers le rouge est donc d’une nature quelque peu différente de celui dû à l’expansion de l’Univers, que l’on observe pour les galaxies lointaines et qui résulte d’une expansion d’un espace ne présentant pas de puits de potentiels très profonds. De cette caractéristique provient l’adjectif « noir », puisqu’un trou noir ne peut émettre de lumière. Ce qui est valable pour la lumière l’est aussi pour la matière : aucune particule ne peut s’échapper d’un trou noir une fois capturée par celui-ci, d’où le terme de « trou ».

### Horizon des évènements
La zone sphérique qui délimite la région d’où lumière et matière ne peuvent s’échapper est appelée « horizon des évènements ». On parle parfois de « surface » du trou noir, quoique le terme soit quelque peu impropre car il ne s’agit pas d’une surface solide ou gazeuse comme celle d’une planète ou d’une étoile. Il ne s’agit pas d’une région qui présente des caractéristiques particulières : un observateur qui franchirait l’horizon ne ressentirait rien de spécial (sinon d'éventuels violents effets de marée). En revanche, il se rendrait compte qu’il ne pourrait plus s’échapper de cette région s’il essayait de faire demi-tour. C’est une sorte de surface de non-retour.
Un hypothétique observateur situé au voisinage de l’horizon remarquera que le temps s’écoule différemment pour lui et pour un observateur situé loin du trou noir. Si ce dernier lui envoie des signaux lumineux à intervalles réguliers (par exemple une seconde), alors l’observateur proche du trou noir recevra des signaux plus énergétiques (la fréquence des signaux lumineux sera plus élevée, conséquence du décalage vers le bleu subi par la lumière qui tombe vers le trou noir) et les intervalles de temps séparant deux signaux consécutifs seront plus rapprochés (moins d’une seconde). Cet observateur aura donc l’impression que le temps s’écoule plus vite pour son confrère resté loin du trou noir que pour lui. À l’inverse, l’observateur resté loin du trou noir verra son collègue évoluer de plus en plus lentement, le temps chez celui-ci donnant l’impression de s’écouler plus lentement.
Si un observateur distant voit un objet tomber dans un trou noir, les deux phénomènes de dilatation du temps et de décalage vers le rouge se combinent. Les éventuels signaux émis par l’objet sont de plus en plus rouges, de moins en moins lumineux (la lumière émise perd de plus en plus d’énergie avant d’arriver à l’observateur lointain) et de plus en plus espacés. En pratique, le nombre de photons par unité de temps reçus par l’observateur distant décroît, jusqu’à devenir nul quand l'objet est sur l'horizon : à ce moment-là, l’objet en train de chuter dans le trou noir est devenu invisible.
Pour un observateur extérieur s’approchant de l'horizon, ce sont les effets de marée qui deviennent importants. Ces effets, qui déterminent les déformations d’un objet (le corps d’un astronaute, par exemple) du fait des hétérogénéités du champ gravitationnel, sont inéluctablement ressentis par un observateur s’approchant près d’un trou noir ou d’une singularité. La région où ces effets de marée deviennent importants est entièrement située dans l’horizon, pour les trous noirs supermassifs, mais empiète notablement hors de l’horizon pour des trous noirs stellaires. Ainsi, un observateur s’approchant d’un trou noir stellaire serait déchiqueté avant de passer l’horizon, alors que le même observateur qui s’approcherait d’un trou noir supermassif passerait l’horizon sans encombre. Il serait tout de même inéluctablement détruit par les effets de marée en s’approchant de la singularité.
Même si aucune information ni influence causale ne peut traverser l'horizon vers l'extérieur, le trou noir est tout de même formellement considéré comme étant à l'origine du champ gravitationnel qui s'exerce sur l'extérieur. Toutefois, ce n'est pas la singularité dotée de sa masse qui est à l'origine de ce champ gravitationnel, mais c'est l'étoile juste avant son effondrement en trou noir, car les effets de l'effondrement sur le champ gravitationnel de l'étoile prennent de plus en plus de temps à se communiquer au reste de l'univers, étant donné la dilatation temporelle extrême (et même devenant infinie) quand le rayon de l'étoile diminue et approche celui de l'horizon. Le théorème de Birkhoff rend indiscernable le champ gravitationnel généré par une région ponctuelle de celui généré par une distribution sphérique de masses. Il en est de même du moment d'inertie de l'étoile en effondrement, qui est attribué au trou noir en rotation, et ses effets sur le champ gravitationnel.

### Ergosphère
L'ergosphère - qui n'est pas une sphère - est une région au voisinage d'un trou noir en rotation dans laquelle il est impossible à un objet de se soustraire à l'effet d'entraînement de cette rotation.

### Dernière orbite circulaire stable (ISCO pourinnermost stable circular orbit)
« Dernière orbite circulaire stable » redirige ici. Pour les autres significations, voir Orbite circulaire.
La dernière orbite circulaire stable, généralement abrégée en ISCO (pour l'anglais Innermost stable circular orbit), est l'orbite circulaire la plus proche d'un trou noir en deçà de laquelle la matière finit inéluctablement par tomber dans le trou noir.
Pour un trou noir de Schwarzschild, le rayon de l'ISCO vaut trois fois le rayon de Schwarzschild de ce trou noir :
{\displaystyle R_{\mathrm {ISCO} }={\frac {6GM}{c^{2}}}=3R_{\mathrm {S} }=6R_{\mathrm {G} }}.
Pour un trou noir de Kerr, il varie en fonction du moment angulaire du trou noir considéré et n'est plus que de 1,6 fois le rayon de Schwarzschild pour un trou noir ayant une rotation maximale.

### Sphère photonique
Une sphère de photons ou sphère photonique est, en astrophysique, une surface définie comme l'ensemble des points d'où un photon, particule élémentaire associée aux ondes électromagnétiques, peut être émis et suivre une orbite fermée et périodique.
C'est un cas extrême de déviation gravitationnelle, prédit par la relativité générale.

### Singularité

#### Présence d'une singularité selon la relativité générale
Au centre d’un trou noir se situe une région dans laquelle le champ gravitationnel et certaines distorsions de l’espace-temps (on parle plutôt de courbure de l’espace-temps) divergent à l'infini, quel que soit le changement de coordonnées. Cette région s’appelle une singularité gravitationnelle. La description de cette région est délicate dans le cadre de la relativité générale puisque celle-ci ne peut décrire que des régions où la courbure est finie.
De plus, la relativité générale est une théorie qui ne peut pas incorporer en général des effets gravitationnels d’origine quantique. Le fait que la courbure tende vers l’infini est un signe que la relativité générale ne peut décrire totalement la réalité à cet endroit et qu'il est probablement nécessaire d'introduire des effets quantiques,. Par conséquent, seule une théorie de la gravitation incorporant tous les effets quantiques (on parle alors de gravitation quantique) est en mesure de décrire correctement les singularités gravitationnelles.
La description d’une singularité gravitationnelle est donc pour l’heure problématique. Néanmoins, tant que celle-ci est située à l’intérieur de l'horizon du trou noir, elle ne peut influencer ce qui est à l’extérieur de cet horizon, de la même façon que de la matière située à l’intérieur de l'horizon d’un trou noir ne peut en ressortir. Ainsi, aussi mystérieuses que soient les singularités gravitationnelles, notre incapacité à les décrire, signe de l’existence de limitations de la relativité générale à décrire tous les phénomènes gravitationnels, n’empêche pas la description des trous noirs pour la partie située de notre côté de l’horizon des évènements.

#### Absence de singularité centrale selon d'autres théories
En décembre 2018, Abhay Ashtekar, Javier Olmedo, et Parampreet Singh font publier un article scientifique démontrant que, dans le cadre de la théorie de la gravitation à boucles, un trou noir n'a pas de singularité centrale, sans préciser géométriquement le devenir de la matière en ce point,,.

## Types de trous noirs et formations
La possibilité de l’existence des trous noirs n’est pas une conséquence exclusive de la relativité générale : la quasi-totalité des autres théories de la gravitation physiquement réalistes prédisent également leur existence. Toutefois, la relativité générale, contrairement à la plupart de ces autres théories, a non seulement prédit que les trous noirs peuvent exister, mais aussi qu’ils seront formés partout où suffisamment de matière peut être compactée dans une région de l’espace. Par exemple, si l’on compressait le Soleil dans une sphère d’environ trois kilomètres de rayon (soit à peu près quatre millionièmes de sa taille), il deviendrait un trou noir. Si la Terre était compressée dans un volume de quelques millimètres cubes, elle deviendrait également un trou noir.
En astrophysique, un trou noir peut être considéré comme le stade ultime d’un effondrement gravitationnel. Les deux stades de la matière qui, en termes de compacité, précèdent l’état de trou noir, sont ceux atteints par exemple par les naines blanches et les étoiles à neutrons. Dans le premier cas, c’est la pression de dégénérescence des électrons qui maintient la naine blanche dans un état d’équilibre face à la gravitation ; dans le second, c'est l’interaction forte qui maintient l’équilibre. Un trou noir ne peut se former à la suite de l’effondrement d’une naine blanche : celle-ci, en s’effondrant, est le siège de réactions nucléaires qui forment des noyaux plus lourds que ceux qui la composent. Ce faisant, le dégagement d’énergie qui en résulte est suffisant pour disloquer complètement la naine blanche, qui explose en supernova thermonucléaire (dite de type Ia).
Un trou noir se forme lorsque la force de gravitation est suffisamment grande pour dépasser l’effet de la pression (de dégénérescence), ce qui se produit quand le rapport masse/rayon de l’astre progéniteur dépasse une certaine valeur critique. Dans ce cas, plus aucune force connue ne permet de maintenir l’équilibre et l’objet en question s’effondre complètement. En pratique, plusieurs cas de figures sont possibles : soit une étoile à neutrons accrète de la matière issue d’une autre étoile, jusqu’à atteindre une masse critique, soit elle fusionne avec une autre étoile à neutrons (phénomène a priori beaucoup plus rare), soit le cœur d’une étoile massive s’effondre directement en trou noir, dans le cas d'une supernova à effondrement de cœur ou d'un collapsar.
L’hypothèse de l’existence d’un état plus compact que celui d’étoiles à neutrons a été proposée dans les années 1980. Il se trouverait dans les étoiles à quarks, aussi appelées étoiles étranges, du nom des quarks étranges entrant dans leur composition. Des indications d’une possible détection indirecte de tels astres ont été obtenues depuis les années 1990, sans qu'elles aient permis de trancher la question. Au-delà d’une certaine masse, ce type d’astre finirait lui aussi par s’effondrer en trou noir, seule la valeur de la masse limite se trouvant modifiée.
En 2006, on distingue quatre grandes classes de trous noirs en fonction de leur masse : les trous noirs stellaires, supermassifs, intermédiaires et primordiaux (ou micro-trous noirs). L’existence, voire l’abondance, de chaque type de trou noir est directement liée aux conditions et à la probabilité de leur formation.

### Trous noirs stellaires

Illustration de la formation de jets. Au sein d’un système binaire composé d’un trou noir et d’une étoile, cette dernière voit son gaz arraché et aspiré vers le trou noir. En s’approchant, le gaz engendre un disque d'accrétion qui fournit la matière dont est composé le jet.

Un trou noir de la masse du Soleil aurait un diamètre de 6 kilomètres. Les trous noirs stellaires ont une masse d’au moins trois masses solaires. Ils naissent à la suite de l’effondrement gravitationnel du résidu des étoiles massives. En effet, lorsque la combustion par les réactions thermonucléaires dans le cœur de l’étoile massive se termine, faute de carburant, une supernova se produit. Cette dernière peut laisser derrière elle un cœur qui continue à s’effondrer rapidement. Une étoile de masse nominale (avant sa perte de matière en fin de vie) de 20 masses solaires a 40 % de chances de s'effondrer en trou noir, tandis qu'une étoile de 40 masses solaires tend vers 100 % de chances.
En 1939, Robert Oppenheimer a montré que si ce cœur a une masse supérieure à une certaine limite, appelée limite d’Oppenheimer-Volkoff et égale à environ 3,3 masses solaires, la force gravitationnelle l’emporte définitivement sur toutes les autres forces et un trou noir se forme,.
L’effondrement vers un trou noir est susceptible d’émettre des ondes gravitationnelles, qui sont détectées avec des instruments tels que l'interféromètre Virgo et les deux interféromètres de LIGO. Dans les années 2020, les trous noirs stellaires sont observés dans les binaires X et les microquasars et sont parfois responsables de l’apparition de jets tels que ceux observés dans certains noyaux actifs de galaxies.

### Trous noirs supermassifs

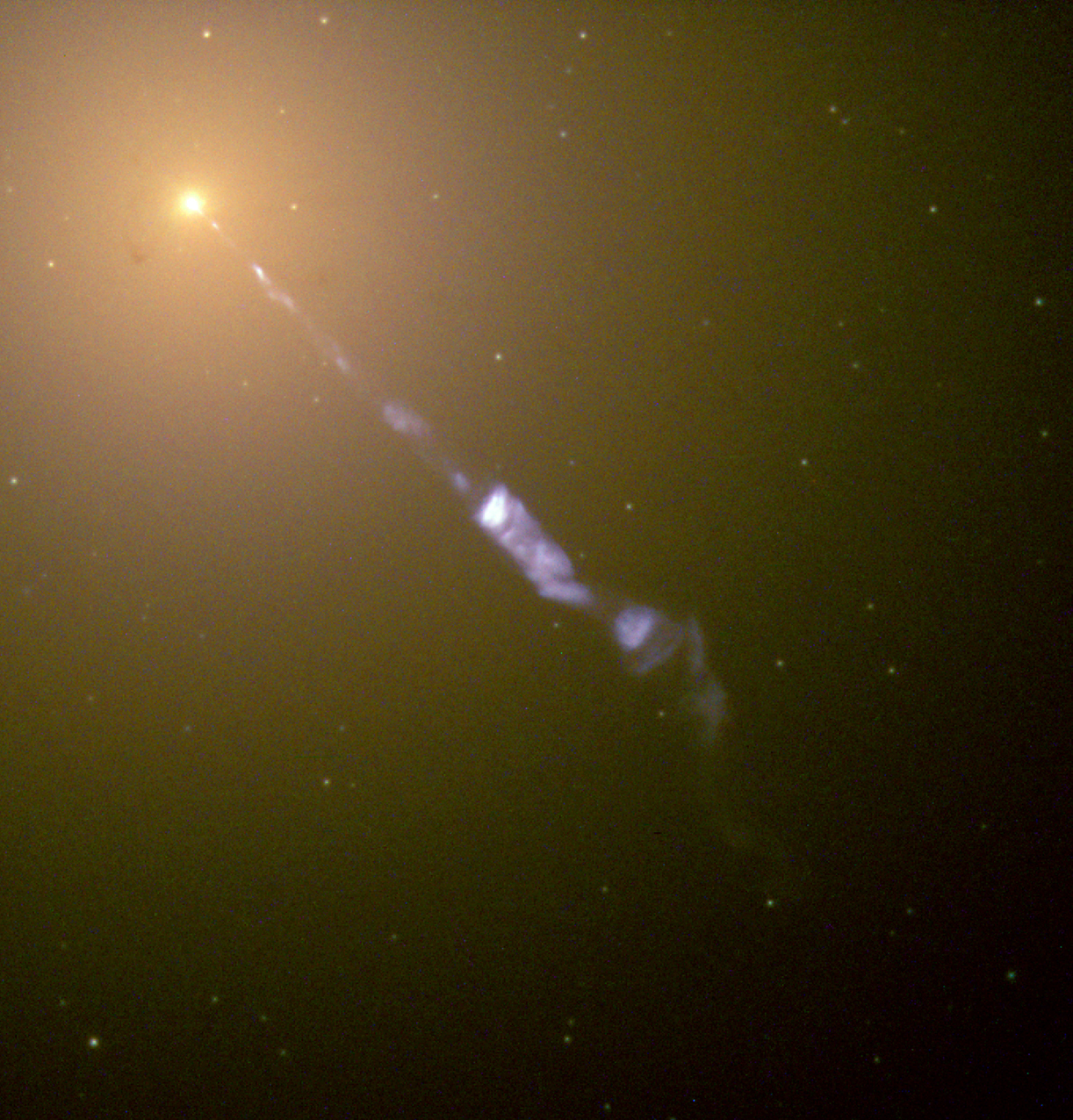
Le jet émis depuis le centre de la galaxie M87 est probablement dû à la présence de M87*, trou noir supermassif dont la masse est estimée à 6.8 milliards de masses solaires,. Seul un côté du jet est visible, celui dirigé vers nous, qui apparaît bien plus brillant que le contre-jet, car sa luminosité est considérablement augmentée par l’effet de décalage vers le bleu, alors que le contre-jet subit un décalage vers le rouge.

Les trous noirs supermassifs ont une masse comprise entre quelques millions et quelques milliards de masses solaires. Ils se trouvent au centre des galaxies et leur présence provoque parfois l’apparition de jets et du rayonnement X. Les noyaux de galaxies, qui sont ainsi plus lumineux qu’une simple superposition d’étoiles, sont alors appelés noyaux actifs de galaxies.
Notre galaxie, la Voie lactée, contient un tel trou noir (Sagittarius A*), ainsi qu’il a été démontré par l’observation des mouvements extrêmement rapides des étoiles qui en sont proches. En particulier, l'étoile S2 a pu être observée lors d’une révolution complète autour d’un objet sombre non détecté en moins de onze ans. L’orbite elliptique de cette étoile l’a amenée à moins de vingt unités astronomiques de cet objet (soit une distance de l’ordre de celle Uranus-Soleil) et la vitesse à laquelle l’orbite est parcourue permet d’assigner une masse d’environ 2,3 millions de masses solaires pour l’objet sombre autour duquel elle gravite. Aucun modèle autre que celui d’un trou noir ne permet de rendre compte d’une telle concentration de matière dans un volume aussi restreint,.
Le télescope Chandra a également permis d’observer au centre de la galaxie NGC 6240 deux trous noirs supermassifs en orbite l’un autour de l’autre. La formation de tels géants est débattue en 2005, mais certains scientifiques pensent qu’ils se sont formés très rapidement au début de l'Univers,.
La masse d’un trou noir galactique correspond en général à environ un millième de la masse de la matière présente dans son bulbe galactique.
La formation des trous noirs de très grande masse (de l'ordre d'un milliard de masses solaires) qu'on observe dans l'Univers lointain a été beaucoup trop rapide pour correspondre à l'effondrement d'étoiles massives. Il pourrait s'agir de l'effondrement direct de nuages de gaz gigantesques présents juste après le Big Bang, conduisant à des trous noirs de dix à cent mille masses solaires, amplifiés ensuite aux dépens du gaz et des étoiles environnants.
En 2021, une équipe de l'université du Texas découvre un trou noir supermassif au centre de Lion I, une galaxie naine sphéroïdale qui fait partie du Groupe local. Auparavant, aucun trou noir de ce type n'avait été découvert dans une galaxie si compacte. Pesant 3,3 millions de masses solaires, il est comparable au trou noir supermassif situé au centre de la Voie lactée. L'explication de son existence est indéterminée, mais il semble qu'il s'agit d'un effet de fusion avec la Voie lactée qui avait capturé cette galaxie. En effet, la quantité de matière noire dans Lion I est extrêmement pauvre,.
En 2024, une équipe du Caltech met en évidence une structure issue d'un trou noir supermassif dont les jets sont de la taille record de 23 millions d'années-lumière. L'énergie pour les produire correspond à l'ingestion par le trou noir de l'équivalent de 850 millions d'étoiles équivalentes au soleil.

### Trous noirs intermédiaires
Les trous noirs intermédiaires, découverts dans les années 2000, ont une masse entre 100 et 10 000 masses solaires. Dans les années 1970, les trous noirs de masse intermédiaire étaient supposés se former dans le cœur des amas globulaires mais aucune observation ne venait soutenir cette hypothèse. Des observations dans les années 2000 ont montré l’existence de sources de rayons X ultra-lumineuses (Ultra-luminous X-ray source en anglais, ou ULX). Ces sources ne sont apparemment pas associées au cœur des galaxies où l’on trouve les trous noirs supermassifs. De plus, la quantité de rayons X observée est trop importante pour être produite par un trou noir de 20 masses solaires, accrétant de la matière avec un taux égal à la limite d’Eddington (limite maximale pour un trou noir stellaire). Ces trous noirs intermédiaires pourraient aussi résulter de l'effondrement d'étoile de population III : ce sont des populations hypothétiques d'étoiles très massives (des milliers de masses solaires) qui se seraient formées au début de l'Univers, constituées des éléments les plus légers : l'hydrogène ou l'hélium.
Si l'existence de tels trous noirs est acceptée au début des années 2000 par la communauté des astronomes,, le faible nombre de candidats et l’ambiguïté de certains signaux font que l'existence de cette catégorie de trou noir reste encore sujette à débat.
En 2017, Bulent Kiziltan, directeur de recherche au Harvard-Smithsonian Center for Astrophysics, affirme avoir détecté un trou noir intermédiaire de 1 400 à 3 700 masses solaires au sein de l'amas globulaire 47 Tucanae,.

### Trous noirs primordiaux
Les trous noirs primordiaux, aussi appelés micro-trous noirs ou trous noirs quantiques, auraient une masse aussi faible que 2 × 10−8 kg. Ils se seraient formés durant le Big Bang (d’où le qualificatif de « primordial »), à la suite de l’effondrement gravitationnel de petites sur-densités dans l’univers primordial. Dans les années 1970, les physiciens Stephen Hawking et Bernard Carr étudient un mécanisme de formation des trous noirs dans l’univers primordial. Ils ont avancé l’idée d’une profusion de mini-trous noirs, minuscules par rapport à ceux envisagés par la formation stellaire. La densité et la répartition en masse de ces trous noirs ne sont pas connues et dépendent essentiellement de la façon dont se produit une phase d’expansion rapide dans l’univers primordial, l’inflation cosmique. Ces trous noirs émettent, s’ils existent, un rayonnement gamma qui pourrait éventuellement être détecté par des satellites comme INTEGRAL. La non-détection de ce rayonnement permet de mettre des limites supérieures sur l’abondance et la répartition en masse de ces trous noirs.
Une hypothèse émise mi-2019 envisage que l'hypothétique 9e planète du système solaire pourrait être un tel trou noir.
Selon certains modèles de physique des hautes énergies, il serait possible de créer des micro-trous noirs en laboratoire, dans des accélérateurs de particules comme le LHC.

### Trous noirs dormants
Un trou noir est dit « dormant » s'il n'émet pas de hauts niveaux de rayons X (les trous noirs sont généralement détectés grâce à ces émissions), ce qui le rend difficilement détectable, car il n'interagit que très peu avec son environnement. Ce n'est donc pas un type de trou noir, seulement un état, qui évolue avec le temps : un trou noir dormant devient actif si suffisamment de matière tombe dessus. Le 18 juillet 2022, l'ESO annonce qu'une équipe internationale confirme l'existence d'un trou noir « dormant », d'au moins neuf fois la masse du Soleil, au sein de la nébuleuse de la Tarentule, dans la galaxie du Grand Nuage de Magellan. Cette découverte, faite au VLT, est le fruit de six années d'observations et de recherches. Il est nommé VFTS 243.

### Fusion de trous noirs
Un trou noir binaire est un système binaire composé de deux trous noirs en orbite l'un autour de l'autre. Ils sont l'une des plus grandes sources d'ondes gravitationnelles de l'univers observable.
Ce système binaire serait instable en raison d'une perte de moment cinétique de plus en plus grande au fur et à mesure que le temps passe. Conséquemment, les trous noirs se rapprochent l'un de l'autre jusqu'à ce qu'ils fusionnent.
Cette fusion de trous noirs, prédite, a été confirmée par une observation du télescope spatial James Webb. Il s'agit d'un objet, connu sous le nom de ZS7, en fait de deux galaxies en fusion, ainsi que leur trou noir central. Une équipe internationale estime que l'événement remonte à seulement 740 millions d'années après le Big Bang. Pourtant, un des trous noirs est un trou noir supermassif d'une masse de plus de 50 millions de masses solaires. Le télescope a observé un gaz très dense avec des mouvements rapides et un gaz chaud et hautement ionisé, ceux qui sont typiques de fusion de trou noir et qui écartent la possibilité d'autres objets, telle une supernova,.

## Observation

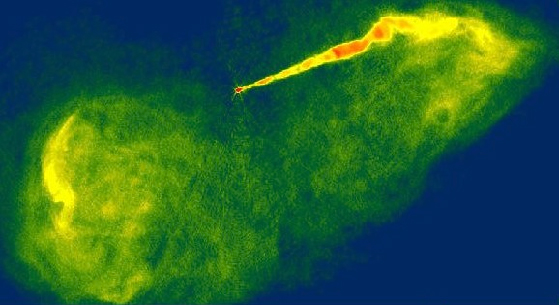
Jet de plasma observé en interférométrie dans la galaxie M87. L’effet est imputé au champ magnétique intense à proximité du trou noir supermassif en rotation M87* situé en son centre.

Les deux seules classes de trous noirs pour lesquelles on dispose d’observations nombreuses (indirectes, mais de plus en plus précises, voir paragraphe suivant) sont les trous noirs stellaires et super-massifs. Le trou noir supermassif le plus proche est celui qui se trouve au centre de notre Galaxie à environ 8,5 kpc (∼27 700 al).
Une des premières méthodes de détection d’un trou noir est la détermination de la masse des deux composantes d’une étoile binaire, à partir des paramètres orbitaux. On a ainsi observé des étoiles de faible masse avec un mouvement orbital très prononcé (amplitude de plusieurs dizaines de km/s) mais dont le compagnon est invisible. Le compagnon massif invisible peut généralement être interprété comme une étoile à neutrons ou un trou noir, puisqu’une étoile normale avec une telle masse se verrait très facilement. La masse du compagnon (ou la fonction de masses, si l’angle d’inclinaison est inconnu) est alors comparée à la masse limite maximale des étoiles à neutrons (environ 3,3 masses solaires). Si elle dépasse cette limite, on considère que l’objet est un trou noir. Sinon, il peut être une naine blanche.
On considère également que certains trous noirs stellaires apparaissent lors des sursauts de rayons gamma (ou GRB, pour gamma-ray burst en anglais). En effet, ces derniers se formeraient via l’explosion d’une étoile massive (comme une étoile Wolf-Rayet) en supernova ; dans certains cas (décrits par le modèle collapsar), un flash de rayons gamma est produit au moment où le trou noir se forme. Ainsi, un GRB pourrait représenter le signal de la naissance d’un trou noir. Des trous noirs de plus faible masse peuvent aussi être formés par des supernovæ classiques. Le rémanent de supernova SN 1987A est soupçonné d’être un trou noir, par exemple.
Un deuxième phénomène directement relié à la présence d’un trou noir, cette fois pas seulement de type stellaire, mais aussi super-massif, est la présence de jets observés principalement dans le domaine des ondes radio. Ces jets résultent des changements de champ magnétique à grande échelle se produisant dans le disque d’accrétion du trou noir.

### Observation directe

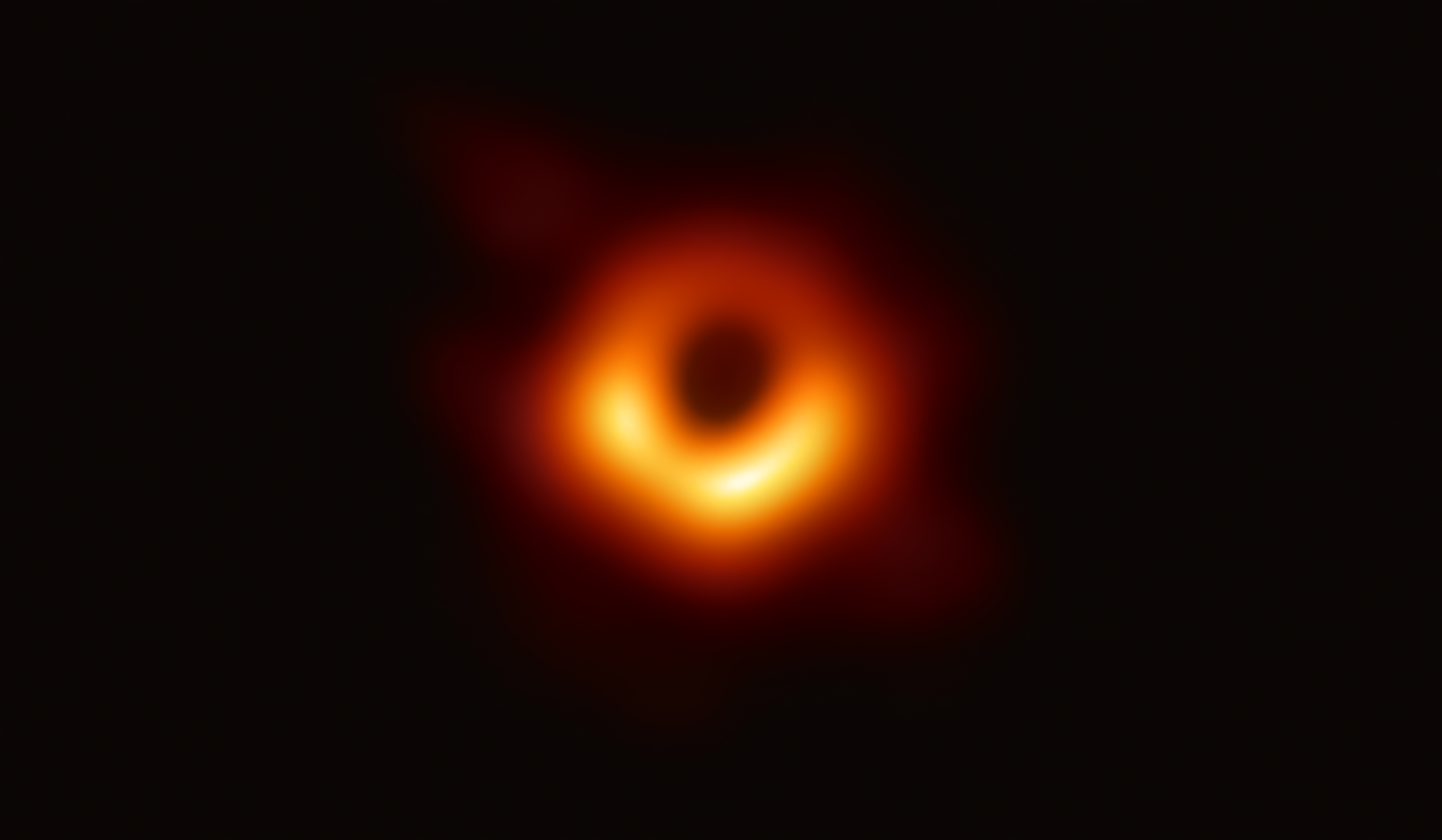
Image du trou noir supermassif M87* et de son disque d'accrétion, le 10 avril 2019.

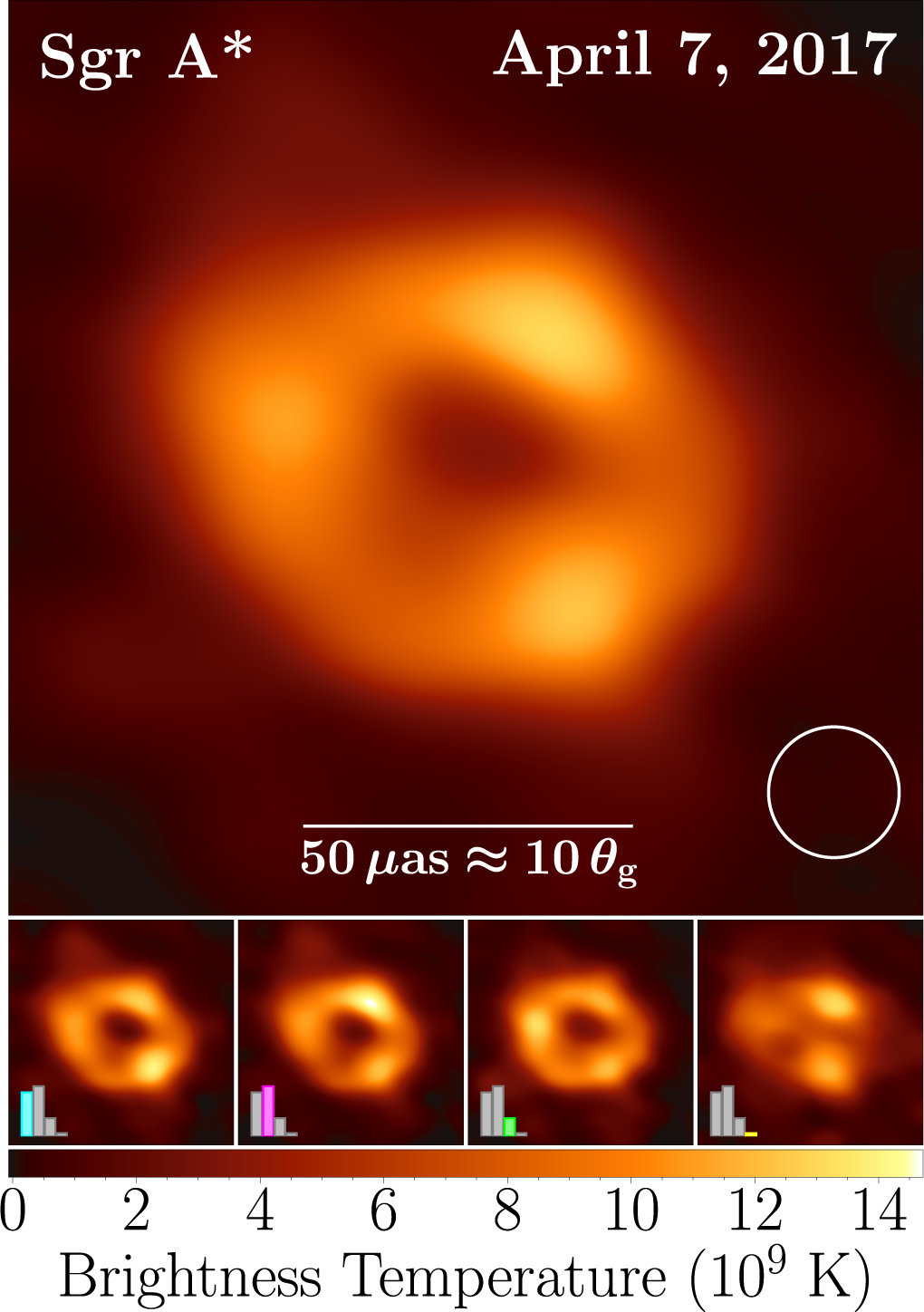
Image du disque d'accrétion de Sagittarius A* au centre de notre Galaxie.

Même si un trou noir est par définition inobservable, il est possible d'observer l'environnement à proximité de son horizon (disque d'accrétion, jets de matière..), permettant ainsi de tester et vérifier la physique des trous noirs. Le petit diamètre d'un trou noir (quelques kilomètres) rend cependant cette observation directe très difficile. En guise d’exemple, et même si la taille angulaire d’un trou noir est plus grande que celle d’un objet classique de même rayon, un trou noir d'une masse solaire et situé à un parsec (environ 3,26 années-lumière) aurait un diamètre angulaire de 0,1 micro seconde d'arc.
Cependant, la situation est plus favorable pour un trou noir supermassif. En effet, la taille d’un trou noir est proportionnelle à sa masse. Ainsi, le trou noir au centre de notre Galaxie a une masse probablement comprise entre 3,7 millions et 4,15 millions de masses solaires. Son rayon de Schwarzschild est d'environ 12,7 millions de kilomètres. La taille angulaire de ce trou noir, situé à environ 8,5 kiloparsecs de la Terre est de l'ordre de 40 microsecondes d’arc. Cette résolution est inaccessible dans le domaine visible, mais est assez proche dans les années 2020 des limites atteignables en interférométrie radio. Cette technique, avec une sensibilité suffisante, est limitée en fréquence au domaine millimétrique. Un gain d'un ordre de grandeur en fréquence permettrait une résolution meilleure que la taille angulaire du trou noir.
Le 10 avril 2019, le projet Event Horizon Telescope publie les premières images de M87*, le trou noir supermassif se trouvant au cœur de la galaxie M87. Ces restitutions sont obtenues grâce à un algorithme de reconstitution d'image, baptisé « CHIRP » (Continuous High-resolution Image Reconstruction using Patch priors), mis au point par la scientifique américaine Katie Bouman,,. Ces images permettent de distinguer la silhouette du trou noir dans un disque d'accrétion.
Le 12 mai 2022, l'équipe de l'Observatoire européen austral publie la deuxième image de trou noir obtenue dans l'histoire, celle de Sagittarius A* au centre de notre galaxie, laquelle confirme la masse de 4,3 millions de masses solaires de ce trou noir.

### Exemples de trous noirs stellaires
Cygnus X-1, détecté en 1965, est le premier objet astrophysique identifié comme pouvant être la manifestation d’un trou noir. C’est un système binaire qui serait constitué d’un trou noir en rotation et d’une étoile géante.
Les systèmes binaires stellaires qui contiennent un trou noir avec un disque d’accrétion formant des jets sont appelés micro-quasars, en référence à leurs parents extragalactiques : les quasars. Les deux classes d’objets partagent en fait les mêmes processus physiques. Parmi les micro-quasars les plus étudiés, on notera GRS 1915+105, découvert en 1994 pour avoir des jets supraluminiques. Un autre cas de tels jets fut détecté dans le système GRO J1655-40. Mais, sa distance est sujette à controverse et ses jets pourraient ne pas être supraluminiques. Notons aussi le micro-quasar très spécial SS 433, qui a des jets persistants en précession et où la matière se déplace par paquets à des vitesses de quelques fractions de la vitesse de la lumière.

### Exemples de trous noirs supermassifs
Les candidats comme trous noirs supermassifs ont premièrement été les noyaux actifs de galaxie et les quasars découverts par les radioastronomes dans les années 1960. Cependant, les observations les plus convaincantes de l’existence de trous noirs supermassifs sont celles des orbites des étoiles autour du centre galactique appelé Sagittarius A*. Les orbites de ces étoiles et les vitesses atteintes ont permis aujourd’hui d’exclure tout autre type d’objet qu’un trou noir supermassif, de l'ordre de 4 millions de masses solaires à cet endroit de la galaxie. Par la suite, des trous noirs supermassifs ont été détectés dans de nombreuses autres galaxies.
En février 2005, une étoile géante bleue, appelée SDSS J090745.0+024507 fut observée quittant notre galaxie, avec une vitesse deux fois supérieure à la vitesse de libération de la Voie lactée, soit 0,002 2 fois la vitesse de la lumière. Quand on remonte la trajectoire de cette étoile, on voit qu’elle croise le voisinage immédiat du centre galactique. Sa vitesse et sa trajectoire confortent donc également l’idée de la présence d’un trou noir supermassif à cet endroit, dont l’influence gravitationnelle aurait provoqué l’éjection de cette étoile de la Voie Lactée.
En novembre 2004, une équipe d’astronomes a rapporté la découverte du premier trou noir de masse intermédiaire dans notre galaxie, orbitant à seulement trois années-lumière du centre galactique. Ce trou noir aurait une masse d’environ 1 300 masses solaires et se trouve dans un amas de seulement sept étoiles. Cet amas est probablement le résidu d’un amas massif d’étoiles, qui a été dénudé par la présence du trou noir central. Cette observation conforte l’idée que les trous noirs supermassifs grandissent en absorbant des étoiles et d'autres trous noirs, idée qui pourra être confirmée par l’observation directe des ondes gravitationnelles émises par ce processus, par l’intermédiaire de l’interféromètre spatial LISA.
En juin 2004, des astronomes ont trouvé un trou noir supermassif, appelé Q0906+6930, au centre d’une galaxie lointaine d’environ 12,7 milliards d’années-lumière, c’est-à-dire lorsque l’univers était encore très jeune. Cette observation montre que la formation des trous noirs supermassifs dans les galaxies est un phénomène relativement rapide.
En 2012, le plus gros trou noir jamais observé est découvert dans la galaxie NGC 1277, située à 220 millions d’années-lumière dans la constellation de Persée. Il aurait une masse de 17 milliards de masses solaires et représente 14 % de la masse de sa propre galaxie (contre 0,1 % pour les autres, en moyenne[réf. nécessaire]). En 2017, ce trou noir aurait été détrôné par TON 618, un quasar situé à 10,4 milliards d'années-lumière et « pesant » 66 milliards de masses solaires.

## Trous noirs et physique fondamentale

### Théorèmes sur les singularités
Une question cruciale à propos des trous noirs est de savoir sous quelles conditions ils peuvent se former. Si les conditions nécessaires à leur formation sont extrêmement spécifiques, les chances que les trous noirs soient nombreux peuvent être faibles. Un ensemble de théorèmes mathématiques dus à Stephen Hawking et Roger Penrose a montré qu’il n’en était rien : la formation des trous noirs peut se produire dans une variété de conditions extrêmement génériques. Pour des raisons évidentes, ces travaux ont été nommés théorèmes sur les singularités. Ces théorèmes datent du début des années 1970, époque où il n’y avait guère de confirmation observationnelle de l’existence des trous noirs. Les observations ultérieures ont effectivement confirmé que les trous noirs étaient des objets très fréquents dans l’univers.

### Singularités nues et censure cosmique
Au centre d’un trou noir se situe une singularité gravitationnelle. Pour tout type de trou noir, cette singularité est « cachée » du monde extérieur par l’horizon des événements. Cette situation s’avère très heureuse : la physique actuelle ne sait certes pas décrire une singularité gravitationnelle mais cela a peu d’importance, car celle-là étant à l’intérieur de la zone délimitée par l’horizon, elle n’influe pas sur les événements du monde extérieur. Il se trouve cependant qu’il existe des solutions mathématiques aux équations de la relativité générale dans lesquelles une singularité existe sans être entourée d’un horizon. C’est par exemple le cas pour les solutions de Kerr ou de Reissner-Nordström, quand la charge ou le moment cinétique dépasse une certaine valeur critique. Dans ce cas, on ne parle plus de trou noir (il n’y a plus d’horizon donc plus de « trou ») mais de singularité nue. De telles configurations sont extrêmement difficiles à étudier en pratique car la prédiction du comportement de la singularité reste toujours impossible ; mais cette fois, il influence l’univers dans lequel nous vivons. L’existence de singularités nues a donc pour conséquence l’impossibilité d’une évolution déterministe de l’univers dans l’état des connaissances actuelles.
Pourtant, les trous noirs de Kerr ou de Reissner-Nordström (ainsi que le cas général de Kerr-Newman) ne peuvent pas arriver à leurs valeurs critiques respectives par apport externe de moment cinétique ou de charges électriques. En effet, plus on se rapprocherait de la valeur critique d’un trou noir de Kerr, moins un objet externe pourrait augmenter son moment cinétique. De façon comparable, à l’approche de la charge maximale d’un trou noir de Reissner-Nordström, les charges électriques de même signe que celle du trou noir projetées vers celui-ci y parviendraient de plus en plus difficilement en raison de la répulsion électrostatique exercée par le trou noir. Pour amener les charges à pénétrer dans le trou noir, il faudrait les y projeter à une vitesse relativiste (à cause de la répulsion électrique), ce qui contribuerait à leur conférer une énergie croissante devenant bien supérieure à leur énergie de masse (au repos). D’où une contribution à la masse du trou noir, suffisante pour compenser l’augmentation de charge du trou noir. Finalement, le rapport charge/masse du trou noir « saturerait » juste en dessous de la valeur critique.
Ces éléments, ainsi que des considérations plus fondamentales, ont conduit le mathématicien anglais Roger Penrose à formuler en 1969 l’hypothèse dite de la censure cosmique, stipulant qu’aucun processus physique ne pouvait permettre l’apparition de singularités nues dans l’univers. Cette hypothèse, qui possède plusieurs formulations possibles, a été l’objet d’un pari entre Stephen Hawking d’une part et Kip Thorne et John Preskill d’autre part, ces derniers ayant parié que des singularités nues pouvaient exister. En 1991, Stuart L. Shapiro et Saul A. Teukolsky montrèrent sur foi de simulations numériques que des singularités nues pouvaient se former dans l’univers. Quelques années plus tard, Matthew Choptuik mit en évidence un ensemble important de situations à partir desquelles la formation de singularités nues était possible. Ces configurations demeurent cependant extrêmement particulières, et nécessitent un ajustement fin des conditions initiales pour mener à la formation des singularités nues. Leur formation est donc possible, mais en pratique extrêmement improbable. En 1997, Stephen Hawking reconnut qu’il avait perdu son pari avec Kip Thorne et John Preskill. Un autre pari a depuis été lancé, où des conditions plus restrictives sur les conditions initiales pouvant mener à des singularités nues ont été rajoutées.

### Entropie
En 1971, le physicien britannique Stephen Hawking montra que la surface totale des horizons des événements de n’importe quel trou noir classique ne peut jamais décroître. Cette propriété est tout à fait semblable à la deuxième loi de la thermodynamique, avec la surface jouant le rôle de l’entropie. Dans le cadre de la physique classique, on pourrait violer cette loi de la thermodynamique en envoyant de la matière dans un trou noir, ce qui la ferait disparaître de notre univers, avec la conséquence d’un décroissement de l’entropie totale de l’univers.
Pour éviter de violer cette loi, le physicien Jacob Bekenstein proposa qu’un trou noir possède une entropie (sans en préciser la nature exacte) et qu’elle soit proportionnelle à la surface de son horizon. Bekenstein pensait alors que les trous noirs n’émettent pas de rayonnement et que le lien avec la thermodynamique n’était qu’une simple analogie et pas une description physique des propriétés du trou noir. Néanmoins, Hawking a peu après démontré par un calcul de théorie quantique des champs que le résultat sur l’entropie des trous noirs est bien plus qu’une simple analogie et qu’il est possible de définir rigoureusement une température associée au rayonnement des trous noirs (voir ci-dessous).
Utilisant les équations de la thermodynamique des trous noirs, il apparaît que l’entropie d’un trou noir est proportionnelle à la surface de son horizon. C’est un résultat universel qui peut être appliqué dans un autre contexte aux modèles cosmologiques comportant eux aussi un horizon comme l’univers de de Sitter. L’interprétation microscopique de cette entropie reste en revanche un problème ouvert, auquel la théorie des cordes a cependant réussi à apporter des éléments de réponse partiels.
Il a été ensuite montré que les trous noirs sont des objets à entropie maximale, c’est-à-dire que l’entropie maximale d’une région de l’espace délimitée par une surface donnée est égale à celle du trou noir de même surface,. Ce constat a amené les physiciens Gerard 't Hooft et ensuite Leonard Susskind à proposer un ensemble d'idées, appelé principe holographique, basé sur le fait que la description de la surface d'une région permet de reconstituer toute l'information relative à son contenu, de la même façon qu'un hologramme code des informations relatives à un volume sur une simple surface, permettant ainsi de donner un effet de relief à partir d’une surface.
La découverte de l'entropie des trous noirs a ainsi permis le développement d'une analogie extrêmement profonde entre trous noirs et thermodynamique, la thermodynamique des trous noirs, qui pourrait aider dans la compréhension d’une théorie de la gravité quantique.

### Évaporation et rayonnement de Hawking
En 1974, Stephen Hawking appliqua la théorie quantique des champs à l'espace-temps courbé de la relativité générale, et découvrit que contrairement à ce que prédisait la mécanique classique, les trous noirs pouvaient effectivement émettre un rayonnement (proche d'un rayonnement thermique) aujourd’hui appelé rayonnement de Hawking : les trous noirs ne sont donc pas complètement « noirs ».
Le rayonnement de Hawking correspond en fait à un spectre de corps noir. On peut donc y associer la « température » du trou noir, qui est inversement proportionnelle à sa taille. De ce fait, plus le trou noir est important, plus sa température est basse. Un trou noir de la masse de la planète Mercure aurait une température égale à celle du rayonnement de fond diffus cosmologique (à peu près 2,73 kelvins). Si le trou noir est plus massif, il sera donc plus froid que la température du fond et accroîtra son énergie plus vite qu’il n’en perdra via le rayonnement de Hawking, devenant ainsi encore plus froid. Un trou noir stellaire a ainsi une température de quelques microkelvins, ce qui rend la détection directe de son évaporation totalement impossible à envisager. Cependant, pour des trous noirs moins massifs, la température est plus élevée et la perte d'énergie associée lui permet de voir sa masse varier sur des échelles cosmologiques. Ainsi, un trou noir de quelques millions de tonnes s’évaporera-t-il en une durée inférieure à celle de l'âge de l'Univers. Alors que le trou noir s'évapore, il devient plus petit, et donc plus chaud. Certains astrophysiciens ont proposé que l'évaporation complète de trous noirs produirait un flash de rayons gamma. Ceci serait une signature de l'existence de trous noirs de très faible masse. Il s'agirait alors de trous noirs primordiaux. La recherche actuelle explore cette possibilité avec les données du satellite européen International Gamma-Ray Astrophysics Laboratory (INTEGRAL).

### Paradoxe de l’information
Une question de physique fondamentale encore irrésolue au début du XXIe siècle est le fameux paradoxe de l'information. En effet, en raison du théorème de calvitie déjà cité, il n’est pas possible de déterminer a posteriori ce qui est entré dans le trou noir. Cependant, vue d’un observateur éloigné, l’information n’est jamais complètement détruite puisque la matière tombant dans le trou noir ne disparaît qu’après un temps infiniment long. Alors, l’information qui a formé le trou noir est-elle perdue ?
Des considérations générales sur ce que devrait être une théorie de la gravitation quantique suggèrent qu’il ne peut y avoir qu’une quantité finie et limitée d’entropie (c’est-à-dire une quantité maximale et finie d’information) associée à l’espace près de l’horizon du trou noir. Mais la variation de l’entropie de l’horizon plus celle du rayonnement de Hawking est toujours suffisante pour prendre en compte toute l’entropie de la matière et de l’énergie tombant dans le trou noir… Mais restent de nombreuses questions. En particulier au niveau quantique, est-ce que l’état quantique du rayonnement de Hawking est déterminé de manière unique par l’histoire de ce qui est tombé dans le trou noir ? De même, est-ce que l’histoire de ce qui est tombé est déterminée de manière unique par l’état quantique du trou noir et de son rayonnement ? En d’autres termes, est-ce que les trous noirs sont, ou ne sont pas, déterministes ? Cette propriété est bien sûr conservée dans la relativité générale comme dans la physique classique, mais pas dans la mécanique quantique.
Pendant de longues années, Stephen Hawking a maintenu sa position originelle de 1975 voulant que le rayonnement de Hawking soit entièrement thermique, et donc complètement aléatoire, représentant ainsi une nouvelle source d’information non-déterministe. Cependant, le 21 juillet 2004, il présenta un nouvel argument, allant à l’opposé de sa première position,,. Dans ses nouveaux calculs, l’entropie associée à un trou noir serait effectivement inaccessible à un observateur extérieur. De plus, dans l’absence de cette information, il est impossible de relier de manière univoque l’information du rayonnement de Hawking (contenue dans ses corrélations internes) à l’état initial du système. Cependant, si le trou noir s’évapore complètement, cette identification univoque peut être faite et l’unitarité est préservée (l’information est donc conservée). Il n’est pas clair que la communauté scientifique spécialisée soit absolument convaincue par les arguments présentés par Hawking. Mais Hawking lui-même fut suffisamment convaincu pour régler le pari qu’il avait fait en 1997 avec le physicien John Preskill de Caltech, provoquant ainsi un énorme intérêt des médias.
En juillet 2005, l’annonce de Hawking a donné lieu à une publication dans la revue Physical Review et fut débattue par la suite au sein de la communauté scientifique sans qu’un consensus net ne se dégage quant à la validité de l’approche proposée par Hawking,.

### Trous noirs et trous de ver

Schéma d’un trou de ver.

La relativité générale indique qu’il existerait des configurations dans lesquelles deux trous noirs sont reliés l’un à l’autre. Une telle configuration est habituellement appelée trou de ver ou plus rarement pont d’Einstein-Rosen. De telles configurations ont beaucoup inspiré les auteurs de science-fiction (voir par exemple les références de la section médias) car elles proposent un moyen de voyager très rapidement sur de grandes distances, voire voyager dans le temps. En pratique, de telles configurations, si elles sont autorisées par la relativité générale, semblent totalement irréalisables dans un contexte astrophysique car aucun processus connu ne semble permettre la formation de tels objets.

## Autres explications proposées
La démonstration de l'existence des trous noirs stellaires s'appuie sur l'existence d'une limite supérieure pour la masse des étoiles à neutrons. La valeur de cette limite dépend fortement des hypothèses faites concernant les propriétés de la matière dense. La découverte de nouvelles phases exotiques de la matière pourrait repousser cette limite. Une phase constituée de quarks libres (non liés pour former des protons et neutrons par exemple) à haute densité pourrait permettre l'existence d'étoiles à quarks tandis que des modèles de supersymétrie prévoient l'existence d'étoiles Q. Certaines extensions du modèle standard postulent l'existence de préons qui constitueraient les blocs élémentaires des quarks et des leptons, lesquels pourraient hypothétiquement former des étoiles à préons. Ces modèles hypothétiques pourraient expliquer un certain nombre d'observations de candidats trous noirs stellaires. Cependant, il peut être montré à partir d'arguments généraux en relativité générale que tous ces objets auraient une masse maximale.
Étant donné que la densité moyenne d'un trou noir à l'intérieur de son rayon de Schwarzschild est inversement proportionnelle au carré de sa masse, les trous noirs supermassifs sont beaucoup moins denses que les trous noirs stellaires (la masse volumique d'un trou noir de 108 masses solaires est comparable à celle de l'eau ; un trou noir de dix milliards (1010) de masses solaires serait moins dense que l'air). En conséquence, la physique de la matière formant un trou noir supermassif est bien mieux comprise et les autres explications possibles pour l'observation des trous noirs supermassifs sont beaucoup plus ordinaires. Par exemple, un trou noir supermassif pourrait être modélisé par un grand amas d'objets très sombres. Cependant, ces autres possibilités ne sont généralement pas assez stables pour expliquer les candidats trous noirs supermassifs.
Les éléments de preuve en faveur des trous noirs stellaires et supermassifs impliquent que, pour que les trous noirs ne se forment pas, la relativité générale doit échouer comme théorie de la gravitation, peut-être à cause de l'apparition de corrections quantiques. Une caractéristique très attendue d'une théorie de la gravitation quantique serait l'absence de singularités ou d'horizons des évènements (et donc l'absence de trous noirs). Ces dernières années, une grande attention a été portée au modèle des « fuzzballs » (littéralement « balles (ou pelotes) chevelues ») développé en théorie des cordes. Basée sur des calculs dans des situations spécifiques en théorie des cordes, la proposition suggère que de façon générale les états individuels d'une solution trou noir ne doit pas avoir d'horizon des évènements ni de singularité mais que pour un observateur classique/semi-classique la moyenne statistique de ces états apparaît comme un trou noir ordinaire en relativité générale.
Jean-Pierre Luminet lors de sa conférence au CPPM en janvier 2020, a évoqué en introduction une alternative théorique au trou noir à travers le modèle Janus de Jean-Pierre Petit. Il précise qu’au niveau observationnel un tel objet « ressemble vraiment à un trou noir ».
De nombreuses autres explications ont également été proposées, telles que par exemple :
- gravastars ;
- étoiles noires ;
- étoiles sombres ;
- étoiles à énergie noire (en) ;
- objets en effondrement éternel (en) ;
- étoiles exotiques (étoiles électrofaibles, étoiles à préons, étoiles à bosons).

Mais tous ces objets restent purement théoriques en l'état actuel de nos connaissances.

## Médias
Quand on parle de « culture populaire » à propos de trou noir, on pense souvent à la science-fiction. On y trouve, au cinéma ou dans le domaine littéraire, beaucoup d’inspiration.

### Dans les séries
- Doctor Who
- Stargate SG-1
- Stargate Atlantis
- Stargate Universe
- Sliders : Les Mondes parallèles
- Farscape
- Fringe
- Andromeda

### Films
- Le Trou noir (1979), de Gary Nelson, est un film des studios Disney.
- Event Horizon (1997), de Paul W.S. Anderson, est un film des studios Paramount Pictures, Golar Productions & Impact Pictures.
- Contact (1997), de Robert Zemeckis, est un film des studios Warner Bros.
- Dans Star Trek, de J. J. Abrams, la "matière rouge" peut créer un trou noir en entrant en collision avec la matière, ce qui permet notamment de détruire une planète en l'injectant dans son noyau.
- Dans Interstellar, de Christopher Nolan, une expédition est lancée vers des planètes orbitant autour d'un trou noir supermassif (ce qui permet d'ailleurs d'explorer les effets relativistes sur l'écoulement du temps), le protagoniste finissant même par dépasser l'horizon des évènements.

### Littérature
- Série La Grande Porte, de Frederik Pohl, paru en 1977.
- Une singularité nue et ses effets non déterministes sont à la base du livre Radix, de l’auteur américain Alfred Angelo Attanasio, paru en 1981.
- Les chroniques de MacAndrew, de Charles Sheffield, paru en 1983.

### Musique
- La chanson Supermassive Black hole de l’album Black Holes and Revelations (2006) par le groupe Muse
- La chanson Beyond The Black Hole du groupe Gamma Ray
- La chanson Into the Black Hole d'Ayreon
- La chanson Black Hole Sun de Soundgarden
- La chanson The Heaviest Matter of the Universe de Gojira

### Bande dessinée
- Dans la série Universal War One, un trou de ver est au cœur de l’intrigue.
- Dans les tomes 8 et 9 de la série Aquablue, un astre improbable analogue à un trou noir, appelé voïvode, est un des principaux éléments de l’intrigue.

## Médiagraphie

#### Ouvrages de vulgarisation
- Matteo Smerlak, Les trous noirs, Presses Universitaires de France, coll. Que Sais-je ? n° 4003, 2e édition mise à jour 2021, 128 p.  (ISBN 978-2-7154-0738-1)
- Jean-Pierre Lasota, La science des trous noirs, Paris, Odile Jacob sciences, 2010, 192 p. (ISBN 978-2-7381-2008-3, lire en ligne)

- Kip Thorne (trad. Alain Bouquet et Jean Kaplan), Trous noirs et distorsions du temps : l’héritage sulfureux d’Einstein, Champs Flammarion, 1997, 654 p. (ISBN 978-2-08-211221-5) Un classique mêlant les aspects historiques et techniques du sujet. Très complet.
- Jean-Pierre Luminet, Le destin de l’univers : Trous noirs et énergie sombre, Fayard, coll. « Le temps des sciences », 2006 (ISBN 978-2-213-63081-6)
- Stephen Hawking et Roger Penrose (trad. Françoise Balibar et Marc Lachièze-Rey), La nature de l’espace et du temps, Gallimard, coll. « Nrf Essais », 1997 (ISBN 978-2-07-074465-7)
- Isaac Asimov (trad. de l'anglais), Trous noirs : l’explication scientifique de l’univers en contraction, Montréal, L’étincelle, 1978, 221 p. (ISBN 0-88515-092-9 et 0-88515-092-9). Livre rare difficile à trouver.
- Stephen Hawking (trad. de l'anglais par Isabelle Naddeo-Souriau), Une brève histoire du temps : du big bang aux trous noirs, Paris, Flammarion, 1989, 245 p. (ISBN 2-08-081238-6, EAN 978-2-08-081238-4) Un best-seller très intéressant, et où les trous noirs et les interrogations qu’ils posent sont mis dans le vaste contexte de l’Univers et de son évolution.
- (en) Jacob Bekenstein, Of Gravity. Black Holes and Information, Di Renzo Editore, 2006, 176 p. (ISBN 88-8323-161-9)
- Aurélien Barrau, Au cœur des trous noirs, Malakoff, Dunod, coll. « Hors collection », février 2019, 152 p., 130x200 mm (ISBN 978-2-10-074849-5, EAN 9782100795864, présentation en ligne)
- (en) Stephen Hawking (trad. de l'anglais), Dernières nouvelles des trous noirs, Paris, Flammarion BBC, 2016, 108 p. (ISBN 978-2-08-139473-5). Stephen Hawking présente un résumé des travaux à David Shukman, rédacteur en chef de la section scientifique de BBC News.

#### Articles de magazines
- Les trous noirs, dossier Hors Série du magazine « Pour la Science », 1997  (ISSN 0153-4092). Épuisé sur le site de la revue, mais apparemment disponible sur CD.
  - Aurélien Barrau et Gaëlle Boudoul, Où sont passés les trous noirs primordiaux, article du magazine « La Recherche », 2004 Le fichier PDF est disponible sur le site web personnel d’Aurélien Barrau.
- A. Barrau, A. Gorecki, J. Grain, Les micro-trous noirs primordiaux, Pour la Science no 372, octobre 2008.
- J. Lavalle, Les trous noirs de masse intermédiaire, Pour la Science no 372, octobre 2008.
- A. Riazuelo, Trous noirs et trous de vers, Pour la Science no 372, octobre 2008.

#### Ouvrages et articles techniques
- (en) Edwin F. Taylor et John A. Wheeler, Exploring black holes : introduction to general relativity, San Francisco, Addison Wesley Longman, 2000 (ISBN 978-0-201-38423-9, OCLC 43701527). Pour un lecteur qui connaît les principes de la relativité restreinte, Wheeler et Taylor introduisent les idées de la relativité générale à partir du concept de trou noir, en utilisant le minimum de mathématiques possible : métriques, algèbre, calcul différentiel et intégral de base (pas de géométrie différentielle, ni de tenseurs). Accessible dès le niveau premier cycle universitaire.
- (en) S Chandrasekhar, The mathematical theory of black holes, Oxford New York, Clarendon Press Oxford University Press, coll. « Oxford classic texts in the physical sciences », 1998, 646 p. (ISBN 978-0-19-850370-5, OCLC 40852409, lire en ligne). La théorie mathématique des trous noirs, par le grand astrophysicien théoricien d’origine indienne. Niveau troisième cycle universitaire.
- (en) Kip S. Thorne, Richard H. Price et Douglas Alan Macdonald, Black holes : the membrane paradigm, New Haven, Yale University Press, 1986, 367 p. (ISBN 978-0-300-03769-2 et 978-0-300-03770-8, OCLC 13759977)
- (en) Stuart L Shapiro et Saul A Teukolsky, Black holes, white dwarfs, and neutron stars : the physics of compact objects, New York, John Wiley, 1983, 645 p. (ISBN 978-0-471-87316-7 et 978-0-471-87317-4, OCLC 8953728)
- (en) Robert M. Wald, General Relativity, University of Chicago Press, 1984, 498 p. (ISBN 0226870332).
- (en) D. Kramer, Hans Stephani, Malcolm Mac Callum et E. Herlt, Exact solutions of Einstein’s field equations, Cambridge, Cambridge University Press, 1980, 428 p. (ISBN 0521230411).
- (en) Valeri P. Frolov et Igor D. Novikov, Black Hole Physics : Basic Concepts and New Developments, Springer Dordrecht, 1998, 787 p. (DOI 10.1007/978-94-011-5139-9)
- (en) Robert B. Mann, Sebastian Murk et Daniel R. Terno, Black holes and their horizons in semiclassical and modified theories of gravity, 2022, 95 p. (DOI 10.1142/S0218271822300154)
- (en) Matthias Blau, Lecture Notes on General Relativity, Universität Bern, 2024, 999 p. (lire en ligne)

#### Aspects historiques
- (en) Brandon Carter ; Half century of black-hole theory: from physicists’ purgatory to mathematicians’ paradise, dans : L. Mornas (ed.) ; « Encuentros Relativistas Espanoles: A Century of Relativity Theory », Oviedo (2005). Texte complet disponible sur arXiv : gr-qc/0604064
- Michel Rival, Robert Oppenheimer, Paris, Flammarion, coll. « Grandes Biographies », juin 1995, 294 p. (ISBN 2-08-066799-8, présentation en ligne).

### Documentaire
- Alain Riazuelo, Sylvie Rouat & Patrice Desenne (réal.), Voyage au cœur d’un trou noir, Sciences et Avenir, 2008, France « voir en ligne » (consulté le 4 novembre 2013).